# Красичка (Середино-Будский район)
Красичка (укр. Красичка) — село,
Жиховский сельский совет,
Середино-Будский район,
Сумская область,
Украина.
Код КОАТУУ — 5924481303. Население по переписи 2001 года составляло 173 человека .

## Географическое положение
Село Красичка находится на правом берегу реки Свига,
выше по течению на расстоянии в 3 км расположено село Лукашенковское,
ниже по течению на расстоянии в 3 км расположено село Гутко-Ожинка.
Рядом проходит железная дорога, станция Победа в 1,5 км.

## Экономика
- Молочно-товарная ферма.